# Functiepuntanalyse
Functiepuntanalyse is een methode om de functionele omvang van een informatiesysteem te meten. Functiepuntanalyse meet deze functionele omvang door te kijken naar voor gebruikers relevante functies en (logische) gegevensverzamelingen. De meeteenheid is de "functiepunt" (FP). De omvang van een systeem wordt dus uitgedrukt in een aantal functiepunten.
Functiepunten zijn een objectieve maat voor de omvang van een systeem. Daardoor kan de meeteenheid op diverse manieren worden benut.

## Toepassing
Een veelgebruikt toepassingsgebied van functiepuntanalyse is het begroten van systeemontwikkeling. De kosten voor het maken van een informatiesysteem zijn immers gerelateerd aan de omvang. Hoe groter het informatiesysteem, hoe meer het kost om het te realiseren.
Uit eerdere ervaringen weet men hoeveel uur er nodig is om een aantal functiepunten te realiseren: de norm.
Omvang (aantal functiepunten) x norm (benodigde uren per functiepunt) levert een basis voor de projectbegroting. Hoewel omvang de belangrijkste factor is voor de kosten van een informatiesysteem, zijn ook nog een aantal andere factoren van belang: doorlooptijd, inspanning, kwaliteit, en productiviteit.
Functiepuntanalyse is een snelle objectieve methode die geen automatiseringskennis vereist. Bij adequate documentatie kan een functiepuntanalyse snel worden gemaakt. Een indicatie is dat voor een systeem van 1000 ontwikkeluur een functiepuntanalyse in 1 uur kan worden gemaakt.

## ISO-standaard
De Nesma functiepuntanalyse methode is in 2018 door de ISO opnieuw gecertificeerd als officiële ISO-standaard. Deze standaard is een uitwerking van de standaard voor het bepalen van de functionele omvang van software ISO/IEC 14143. De basis voor de standaard zijn de Nesma Telrichtlijnen, zoals verwoord in (de Engelse versie van) het "Handboek telrichtlijnen voor de definitie en toepassing van functiepuntanalyse". De standaard gaat als  ISO/IEC 24570 door het leven en wordt inmiddels in veel landen wereldwijd gebruikt.
Andere standaarden voor het bepalen van de functionele omvang van software zijn:
- ISO/IEC 19761:2011 - COSMIC
- ISO/IEC 20926:2009 - IFPUG
- ISO/IEC 20968:2002 - Mk II
- ISO/IEC 29881:2010 - FiSMA